# David Magnusson
David Magnusson (n. 5 septembrie 1925, Comuna Nässjö, Comitatul Jönköping, Suedia – d. 4 septembrie 2017, Lidingö, comitatul Stockholm, Suedia) a fost un psiholog suedez, membru de onoare al Academiei Române (din 1992).